# Salomonen-Keule
Die Salomonen-Keule  ist eine Schlagwaffe der Ethnien auf den Salomonen-Inseln.

## Beschreibung
Die Salomonen-Keule besteht aus Holz und hat einen langen, runden Schaft mit einer ovalen Schlagfläche. Die Schlagfläche ist flach; sie hat dünn und scharf geschliffene Außenkanten. Das untere Ende der Keule ist spitz gearbeitet.  Diese Keulenart wurde von Ethnien auf den Salomonen-Inseln benutzt.